# کوه هاکیو
کوه هاکیو (به لاتین: Mount Hakkyō) یک کوه در ژاپن است که در یوشینو واقع شده‌است. کوه هاکیو ۱٬۹۱۴٫۶ متر بالاتر از سطح دریا واقع شده‌است.